# الکسی ال افروس
الکسی ال افروس (روسی: Алексей Львович Эфрос؛ زادهٔ ۱۱ اوت ۱۹۳۸) دانشمند در زمینه فیزیک نظری اهل اتحاد جماهیر شوروی سوسیالیستی است.